# SNCASE SE.212
SNCASE SE.212 デュランダル
1957年5月のパリ航空ショーで展示されたSE.212の2号機。
- 用途：要撃機
- 分類：混合動力戦闘機
- 設計者：Pierre Satre
- 製造者：SNCASE
- 初飛行：1956年4月20日
- 生産数：2機
- 運用状況：不採用

 SNCASE SE.212 デュランダル（SNCASE SE.212 Durandal）は、フランスで1950年代中盤に試作されたジェットエンジンとロケットエンジンの混合動力の迎撃戦闘機。フィアット G.91と類似した思想から開発された要撃機でもあり、試験では優秀な結果を出したものの計画は中止された。

## 設計と開発
Pierre Satre率いるSNCASEの設計チームは、1951年から軽量の混合動力要撃機の研究に取り組んでいた。その設計はアフターバーナーを備えたSNECMA アター 101Fジェットエンジンを動力源とする、小型で後退角60度の主翼を持つデルタ翼機で、増速時にはSEPR 75ロケットモーターを用いる。武装として1発のAA.20空対空ミサイルを胴体下部に装備するほか、AA.20の代わりに2門の30mm機関砲もしくは24発のSNEBロケット弾を搭載することができた。
2機製造された試作機のうち、1機目はロケットモーターを装備しない状態で1956年4月20日にイストルで初飛行した。2機目のSE.212は1957年3月30日に初飛行した。飛行試験中の速度は、ロケットモーター未装備時では高度12,300 m（40,400 ft）で1,444 km/h（897 mph）に、ロケットモーター装備後では高度11,800 m（36,300 ft）で1,667 km/h（1,036 mph）に達している。これらの飛行試験は武装を装備せずに行われた。2機目のSE.212は1957年5月にル・ブルジェ空港で開催されたパリ航空ショーにおいて、AA.20を装備した状態で地上展示された。

## 開発中止
SE.212の試験計画は1958年に終了し、それ以上製造されることはなかった。1機目のSE.212の部品は、2006年からル・ブルジェ航空宇宙博物館で保管されている。

## 要目
出典：An Illustrated Encyclopedia of Every Fighter Aircraft Built and Flown
諸元
- 乗員：1名
- 全長：12.07 m（39 ft 7 in）
- 翼幅：7.44 m（24 ft 5 in）
- 翼面積：29.60 m2（318.6 ft2）
- 空虚重量：4,575 kg（10,086 lb）
- 総重量：6,700 kg（14,771 lb）
- 動力：
  - SNECMA アター 101F ターボジェットエンジン × 1
    - 推力：43 kN（9,700 lbf）（アフターバーナー使用時）

  - SPER 75 ロケットエンジン × 1
    - 推力：7.35 kN（1,653 lbf）

性能
- 最大速度 1,667 km/h（1,036 mph; 900 kn）（高度11,800 m（36,300 ft）・ロケットモーター使用時）
- 上昇率：200 m/s（39,000 ft/min）

武装
- 以下のいずれか
  - AA.20 空対空ミサイル × 1
  - DEFA 30mm機関砲 × 2
  - SNEB 68mmロケット弾 × 24